# Rameau cutané du rameau antérieur du nerf obturateur
Le rameau cutané du rameau antérieur du nerf obturateur est un nerf inconstant du membre inférieur.

## Origine
Le rameau cutané du rameau antérieur du nerf obturateur est la prolongation vers le bas de la branche de communication entre le rameau antérieur du nerf obturateur avec le rameau cutané antérieur du nerf fémoral et le nerf saphène.

## Trajet
Le rameau cutané du rameau antérieur du nerf obturateur émerge au-dessous du bord inférieur du muscle long adducteur. Il descend le long du bord postérieur du muscle sartorius jusqu'au côté médial du genou où il perce le fascia profond. Il communique avec le nerf saphène.

## Zone d'innervation
Le rameau cutané du rameau antérieur du nerf obturateur innerve la peau du côté tibial de la jambe jusqu'à son milieu.